# نفتالین
نفتالین یا نفتالن (نام ترجیحی آیوپاک) که به نام‌های «آلبوکربن»، «کافور قیر» یا «قیر سفید» نیز شناخته می‌شود؛ یک هیدروکربن آروماتیک است که به شکل گلوله‌های کوچک به بازار می‌آیند و حالت جامد و رنگ سفیدی دارد.
نفتالین به تندی تصعید می‌شود و بخاری بسیار آتش زا دارد. مولکول نفتالین از دو حلقهٔ جوش خوردهٔ بنزن ساخته شده‌است. از زغال‌سنگ به دست می‌آید و به فتالیک انیدرید برای ساخت پلاستیکها، رنگ‌ها و حل‌کننده‌ها به کار می‌رود. نفتالین برای گندزدایی و حشره کشی (بیشتر حل شده در متانول) کاربرد فراوانی دارد. نفتالین را برای جلوگیری از بید زدن فرش و پارچه‌های پشمی نیز به کار می‌برند. نفتالین خاصیت حشره کش بسیار ضعیفی دارد، گرچه در قدیم برای این منظور زیاد استفاده می‌شده است.

## تاریخچه
سال ۱۸۱۹ و ۱۸۲۰، دست کم دو شیمیدان مادهٔ جامد سفیدی با بوی زننده گزارش کردند که از تقطیر زغال سنگ به دست می‌آید. سال ۱۸۲۱، جان کید(John Kidd) بسیاری از ویژگی‌های این ماده‌ها و روش‌های فرآوری آن‌ها پیدا کرد و نام نفتالین را برای این ماده پیشنهاد کرد (چون این ماده از گونه‌ای نفتا -که نام گسترده‌ای که برای آمیخته‌ای از هیدروکربن‌های فرار و آتشگیر که زغال سنگ را نیز دربرمی گیرند؛ می‌شود. - به دست آمده بود)
در ادامه فرمول شیمیایی آن توسط مایکل فارادی (Michael Faraday) در سال ۱۸۲۶ کشف شد. ساختار مولکولل آن نیز در سال ۱۸۶۶ توسط امیل ارلنمایر (Emil Erlenmeyer) کشف و سه سال بعد توسط کارل گریب (Carl Gräbe) تأیید شد. همچنین این ماده به‌طور اتفاقی از روی میز داروخانه چی بر روی زمین افتاد و فردا صبح وی با جسد کشته شدهٔ چند سوسک مواجه شد. از آن پس در گند زدایی و دفع حشرات نیز مورد استفاده قرار می‌گیرد.

## هشدار
طبق نظر «آژانس مواد شیمیایی اروپا»، نفتالین ماده ایست بسیار سمی. نفتالین به پوست انسان صدمه سنگینی می‌زند. ایست تنفسی، صدمه‌های جبران‌ناپذیر به کبد، کلیه، چشم و روده از دیگر عوارض خطرناک نفتالین هستند.  این ماده شیمیایی سمی هیچ گونه جایگاه معتبری برای مصرف خانگی ندارد و نبایستی در خانه نگهداری یا مصرف شود. نفتالین به دلیل دارا بودن مواد نفتی باعث خورندگی میشود و عمر مفید اورینگ ها و کاسه نمد ها را در صنعت کاهش می دهد .